# Schnittweite

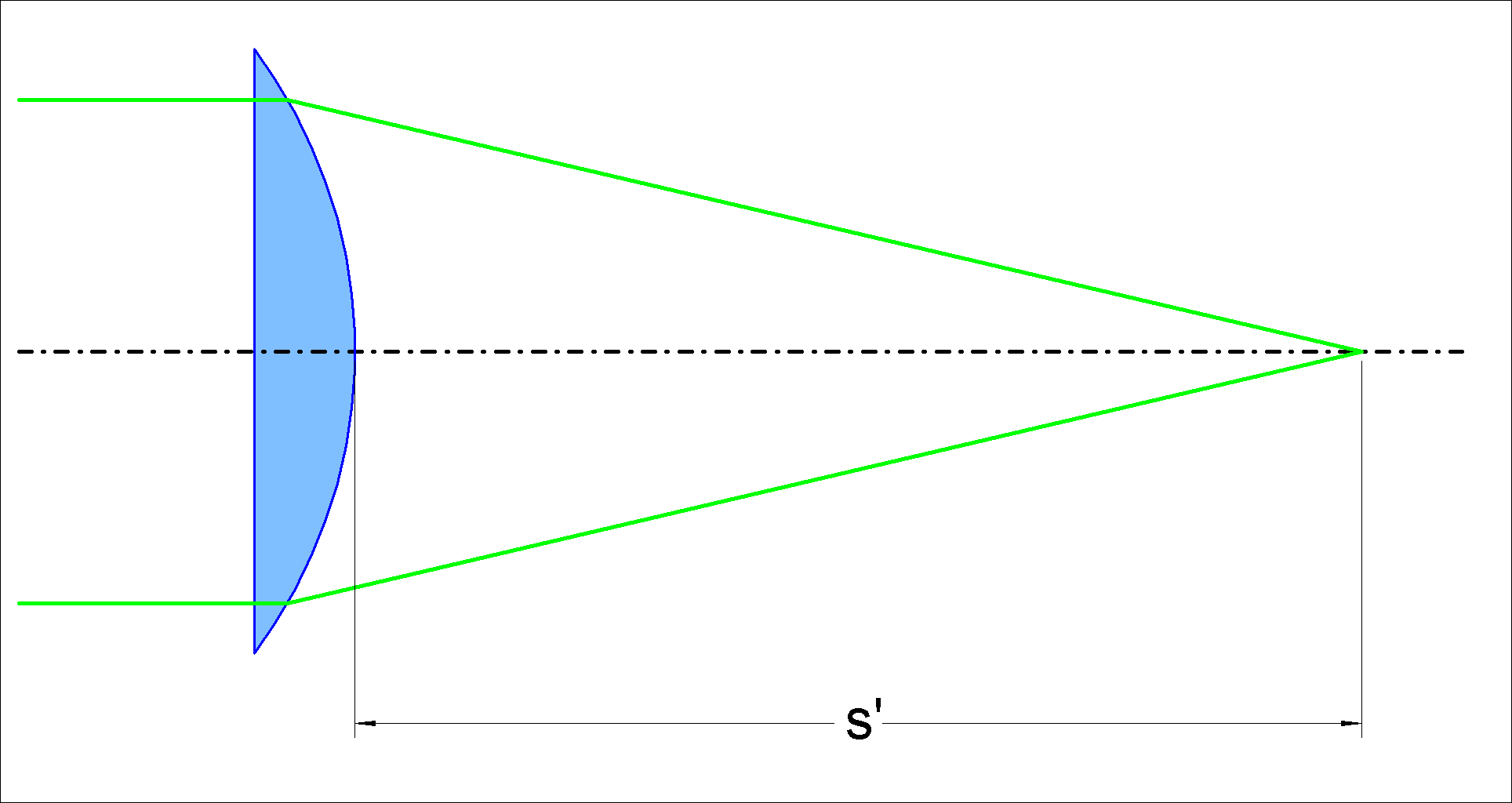
Schnittweite s' bei einer plankonvexen Linse: Abstand des Scheitels der Linse vom Schnittpunkt der Strahlen mit der optischen Achse

Unter der Schnittweite (meist bezeichnet mit s bzw. s') versteht man in der geometrischen Optik:
1. Die Schnittweite eines Lichtstrahls in einer Meridionalebene ist der Abstand des Schnittpunkts von Strahl und optischer Achse von einem Bezugspunkt. Als Bezugspunkt wählt man meist den Scheitel (Mittelpunkt) der Fläche, an der der Strahl zuletzt gebrochen bzw. reflektiert wird.
2. Die Schnittweite eines Objektivs ist der Abstand des Bildes von der hintersten optischen Fläche (brechende Fläche oder Spiegelfläche) des Objektivs. Das Objekt befindet sich dabei normalerweise in unendlicher Entfernung. Es handelt sich also um die Schnittweite eines achsparallel einfallenden Lichtstrahls nach Definition 1 in der paraxialen Optik, also für gegen Null gehenden Achsabstand des einfallenden Strahls, da sonst die Schnittweite des Strahls auch von der sphärischen Aberration beeinflusst wird. Die Schnittweite einer dünnen Linse ist gleich der Brennweite. Ansonsten sind Schnittweite und Brennweite im Allgemeinen verschieden, wenn nämlich die bildseitige Hauptebene nicht mit der letzten Fläche zusammenfällt.

Im Allgemeinen hängt die Schnittweite von der Einfallshöhe der einfallenden Lichtstrahlen ab, dies ist die Auswirkung der sphärischen Aberration. Typischerweise, wie etwa im Fall einer einzelnen sphärischen Sammellinse, wird die Schnittweite umso kleiner, je größer die Einfallshöhe ist. Durch eine asphärische Linsenoberfläche kann dieser Fehler korrigiert werden.

Schnittweiten bei plankonvexen Linsen
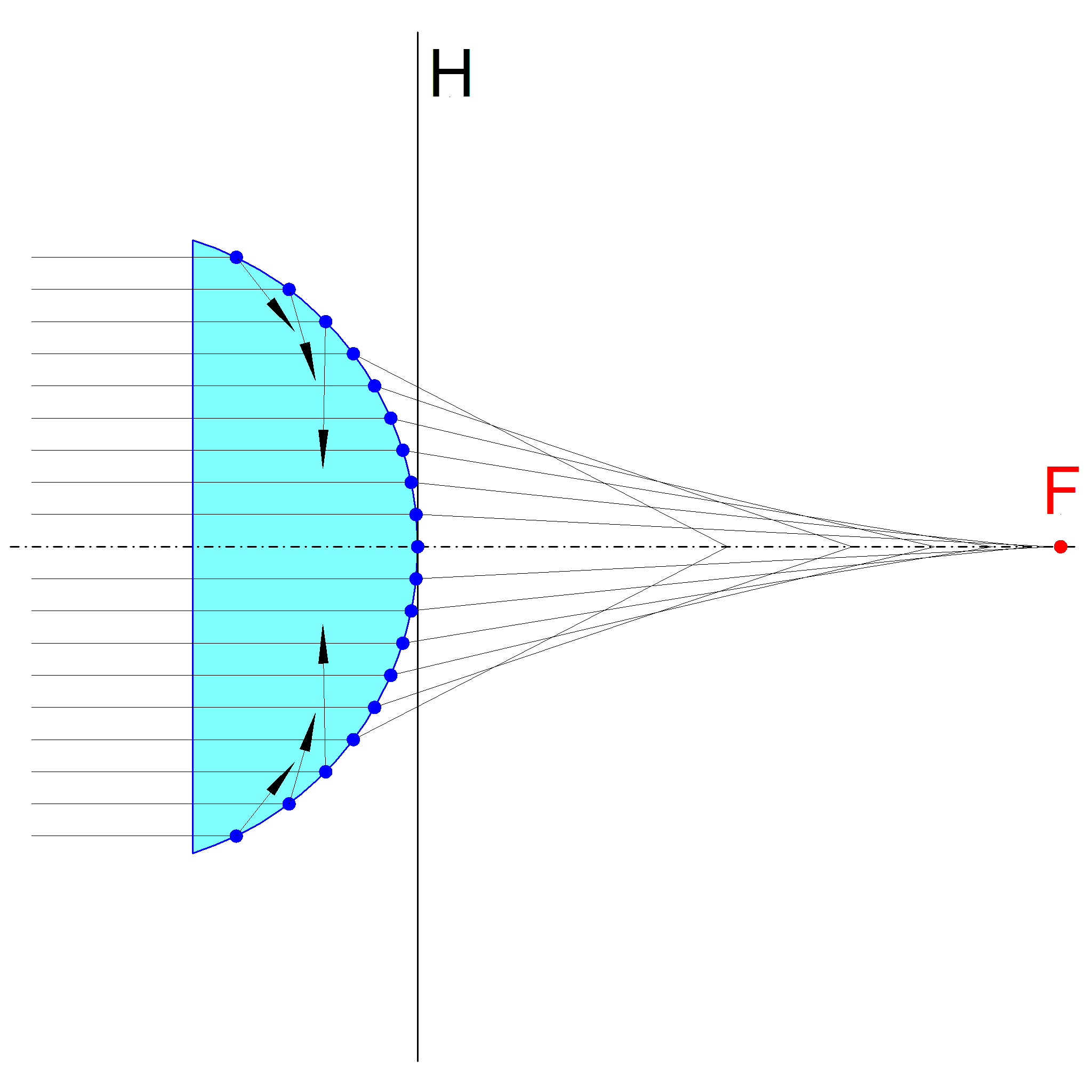
Die von der Hauptebene H nach rechts gemessenen Schnittweiten bei einer plankonvexen, sphärischen Linse in Abhängigkeit von den parallel zur optischen Achse gemessenen Einfallshöhen. Nur achsnahe gebrochene Strahlen schneiden die optische Achse in der Nähe des Brennpunktes F. Die schwarzen Pfeile in der Linse symbolisieren die totalreflektierten Strahlen.
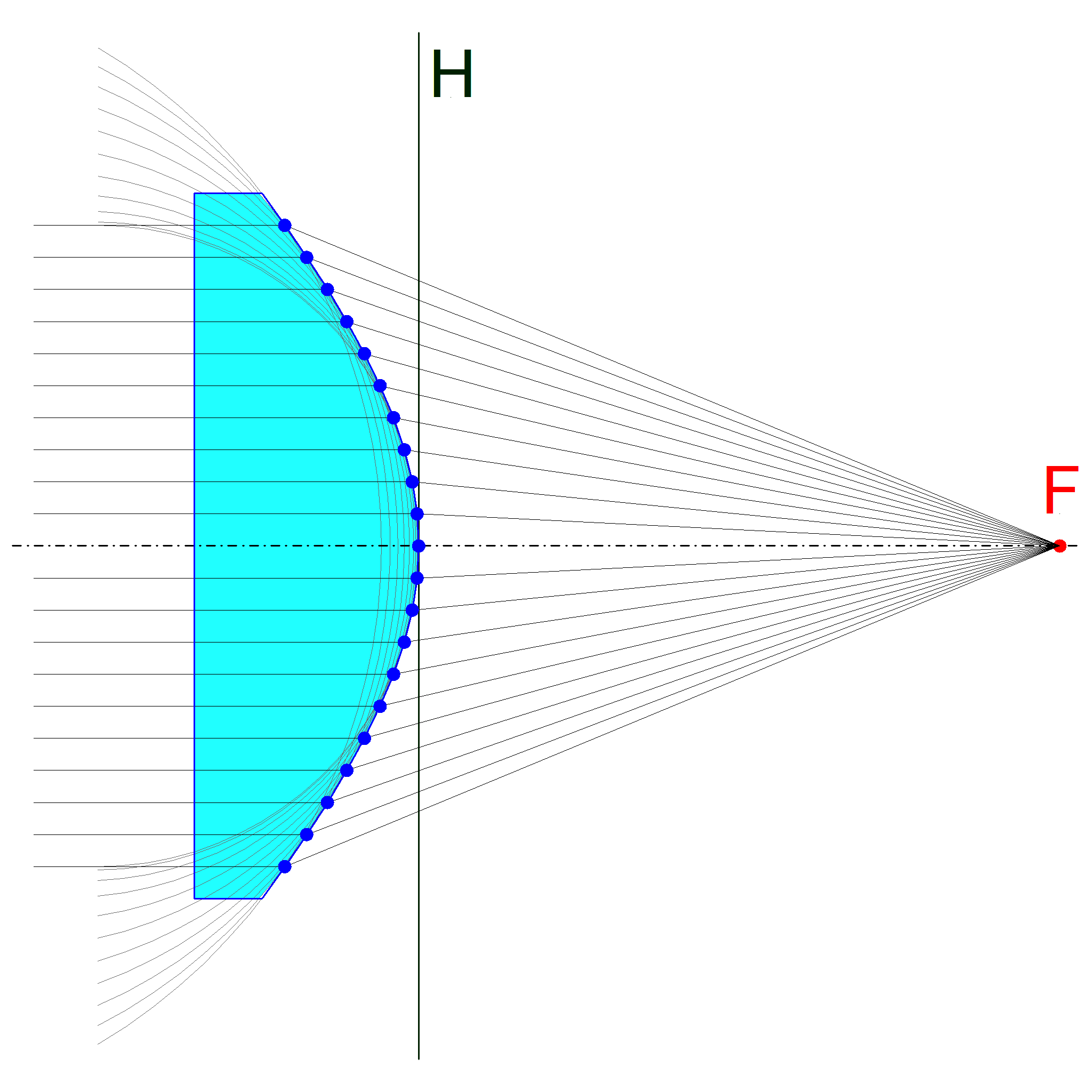
Die von der Hauptebene H nach rechts gemessenen Schnittweiten bei einer plankonvexen, asphärischen Linse in Abhängigkeit von den parallel zur optischen Achse gemessenen Einfallshöhen. Die konvexe Linsenoberfläche hat die Form eines Hyperboloids mit nach außen hin zunehmenden Krümmungsradien. Bei dieser Gestaltung schneiden alle gebrochenen Strahlen die optische Achse im Brennpunkt F.